# Амбли
Амбли́ (фр. Amblie) — коммуна во Франции, находится в регионе Нижняя Нормандия. Департамент коммуны — Кальвадос. Входит в состав кантона Крёлли. Округ коммуны — Кан.
Код INSEE коммуны — 14008.

## Население
Население коммуны на 2010 год составляло 262 человека.
| 1962 | 1968 | 1975 | 1982 | 1990 | 1999 | 2010 |
| ---- | ---- | ---- | ---- | ---- | ---- | ---- |
| 318  | 267  | 266  | 276  | 258  | 293  | 262  |

## Экономика
В 2010 году среди 175 человек трудоспособного возраста (15—64 лет) 126 были экономически активными, 49 — неактивными (показатель активности — 72,0 %, в 1999 году было 71,4 %). Из 126 активных жителей работали 121 человек (62 мужчины и 59 женщин), безработных было 5 (2 мужчин и 3 женщины). Среди 49 неактивных 17 человек были учениками или студентами, 26 — пенсионерами, 6 были неактивными по другим причинам.